# I Song-čin
I Song-čin (hangulem 이성진, anglickým přepisem: Lee Sung-jin; * 7. března 1985) je jihokorejská lukostřelkyně. V roce 2004 na olympijských hrách v Athénách vybojovala stříbrnou medaili v individuálním závodě a zlatou v soutěži družstev. V roce 2012 na hrách v Londýně obsadila v individuálním závodě 6. místo a pomohla obhájit zlato z předchozích her v týmové soutěži.